# Organización territorial de Irán

Esquema de la organización territorial de Irán.

Irán es una república que se divide administrativamente en treinta y una provincias (ostan-haa, singular - ostan; en persa, استان ostān, استان‌ها ostānhā). Estas provincias se subdividen a su vez en otro tipo de demarcación: el shahrestán. Las entidades administrativas de menor orden son el bajsh (distrito) y el dehestán (distrito secundario).

## Historia

Divisiones administrativas de Irán en 1956

Hasta 1950, Irán estaba dividida en doce provincias: Ardalan, Azerbaiyán, Baluchistán, Fars, Guilán, Araq-e Ajam, Jorasán, Juzestán, Kermán, Larestán, Lorestán y Mazandarán. En 1950, Irán se reorganizó para formar diez provincias con gobiernos subordinados: Guilán, Mazandarán, Azerbaiyán Oriental, Azerbaiyán Occidental, Kermanshah, Juzestán, Fars, Kermán, Jorasán, Isfahán. Desde 1960 hasta 1981 los gobiernos fueron elevados a estatus provincial uno a uno. Desde entonces se han creado varias provincias nuevas, la última en 2004 cuando la provincia de Jorasán fue dividida en tres nuevas provincias.

## Divisiones administrativas

### Provincia (ostán)
En la actualidad existen 31 provincias (ostán). Cada una de ellas gobernada desde un centro local, generalmente la ciudad local más grande, a la que se llama capital (en persa, مرکز markaz) de esa provincia. La autoridad provincial está encabezada por un gobernador-general (en persa, استاندار ostāndār), que es nombrado por el ministro del Interior sujeto a la aprobación del gabinete.
| 1 Teherán               | 11 Hamadán                  | 21 Sistán y Baluchistán |
| 2 Qom                   | 12 Kermanshah               | 22 Kermán               |
| 3 Markazí               | 13 Ilam                     | 23 Yazd                 |
| 4 Qazvín                | 14 Lorestán                 | 24 Isfahán              |
| 5 Guilán                | 15 Juzestán                 | 25 Semnán               |
| 6 Ardebil               | 16 Chahar Mahal y Bajtiarí  | 26 Mazandarán           |
| 7 Zanyán                | 17 Kohkiluyeh y Buyer Ahmad | 27 Golestán             |
| 8 Azerbaiyán Oriental   | 18 Bushehr                  | 28 Jorasán del Norte    |
| 9 Azerbaiyán Occidental | 19 Fars                     | 29 Jorasán Razaví       |
| 10 Kurdistán            | 20 Hormozgan                | 30 Jorasán del Sur      |
|                         | 31 Elburz                   |                         |

### Condado (shahrestán)
Los condados de Irán, también llamados Shahrestan (en persa: شهرستان‎ Shahrestan), son las divisiones administrativas de las provincias de Irán (ostan). La palabra shahrestan viene de los vocablos persas shahr ("ciudad, pueblo") y -stan ("provincia, estado"). El "condado", por lo tanto, es un equivalente de cercano de shahrestan.
Los condados iraníes están divididos en uno o varios bajsh (بخش), o distritos. Un condado típico incluye ambas ciudades (شهر Shahr) y aglomeraciones rurales (دهستان dehestān), que son agrupaciones de pueblos adyacentes. Una ciudad dentro del condado sirve como la capital de ese condado.
Cada condado se rige por una oficina conocida como farmandari, que coordina los diferentes eventos y organismos públicos y está dirigida por un farmandar, el gobernador de la provincia y el funcionario de más alto rango en la división.

### Distrito (bajsh)
Un bajsh (en persa: بخش, también romanizado como  baxš) es un tipo de división administrativa de tercer nivel de Irán. Aunque a veces se traduce al español como condado, debería traducirse con mayor precisión como distrito.
En Irán, cada ostán o provincia consta de varios shahrestanes o condados (en persa: شهرستان, šahrestân), y cada shahrestán tiene uno o más bajshs o distritos. Un bajsh generalmente consta de docenas de aldeas y pueblos, con una ciudad o pueblo central. Cada bajsh tiene una oficina administrativa llamada bajshdari con un bajshdar como gobernador y autoridad responsable.
Por lo general, existen algunas ciudades (en persa: شهر, šahr) y dehestanes (municipios o aglomeraciones rurales; en persa: دهستان, dehestân) en cada condado. Los dehestanes incluyen varias aldeas y sus tierras circundantes. Una de las ciudades de cada condado es la capital del mismo.